# Айвиексте
А́йвиексте (латыш. Aiviekste) — река в восточной части Латвии, правый приток Даугавы.
Длина реки составляет 114 км, площадь бассейна 9160 км². Падение реки — 26,9 м.
Берёт исток из озера Лубанс на границе Мадонского и Резекненского краёв. Далее Айвиексте протекает по границе с Балвским и Ругайским краем, по Лубанскому и Мадонскому краю. В нижнем течении по реке проходит граница между Плявиньским и Крустпилсским краями. Имеет правый приток — Педедзе.
В период вхождения латышских земель в Российскую империю река носила название Эвст (Эвикшта, Эвиковта).
На реке находится Айвиекстская ГЭС мощностью 0,8 МВт. Создателями гидроэлектростанции были K. Zadde, E. Lūsis и F. Ansons. Первую энергию станция дала в 1925 году. Это была первая крупная гидроэлектростанция в Латвии и до постройки Кегумской ГЭС, то есть до 1938 года, Айвиекстская ГЭС была самой мощной в Латвии. В настоящее время Айвиекстская ГЭС вместе с Айнажской ветроэлектростанцией (ВЭС) с мощностью 1,2 МВт относится к самым малым электростанциям, входящим в компанию Latvenergo. Сегодня она генерирует приблизительно 0,1 % всей энергии, производимой в Латвии.
Река богата рыбой. Здесь ловятся щука, лещ, окунь, плотва, линь, угорь, местами встречаются карп и сом. Правилами рыбалки в Латвии запрещено рыболовство на реке Айвиексте в зоне 500 метров вниз по течению от плотины Айвиекстской ГЭС.